# Heliga Trefaldighetens kyrka, Tumare
Heliga Trefaldighetens kyrka, också kallad Heliga Trefaldighetskyrkan (bosniska: Crkva Svetog Trojstva, serbiska: Црква Пресвете Тројице/Crkva Presvete Trojice) eller Heliga Trefaldighetens församlingskyrka (Парохијска Црква Пресвете Тројице/Parohijska crkva Presvete Trojice), är en serbisk-ortodox kyrkobyggnad belägen i byn Tumare i entiteten Federationen Bosnien och Hercegovina i Bosnien och Hercegovina.
Kyrkan är helgad åt Treenigheten och den tillhör Zvorniks och Tuzlas stift i den Serbisk-ortodoxa kyrkan.

## Historia
Heliga Trefaldighetens kyrka i Tumare började byggas 1930 och den invigdes den 4 oktober 1936 av biskop Vasilije av Zvornik och Tuzla.
Kyrkobyggnaden genomgick en restaurering 2005 och den återinvigdes av samma biskop.
Kyrkan målades 1983, men målningarna förstördes 1995 när byggnaden brändes och förstördes av muslimer. Ikonostasen brann ner samma år när kyrkan förstördes, och den nya tillverkades av Miladin Cvijanović.

## Kyrkobyggnaden
Heliga Trefaldighetens kyrka är byggd i små tegelstenar, vars storlek är 16,5 x 6,5 m, som är täckta med koppar och kakel.
Kyrkan har ett klocktorn med en klocka i.

## Övrigt
Kyrkans församlingshem byggdes 1931 och revs 1995.